# Richard Brome
Pour les articles homonymes, voir Brome (homonymie).
Œuvres principales
- The City Wit,
- The Northern Lass,
- The Queen's Exchange,
- The Novella,
- The Weeding of Covent Garden,
- The Sparagus Garden,
- The Damoiselle or the New Ordinary,
- The English Moor, or The Mock Marriage,
- The Antipodes,
- A Mad Couple Well-Match'd,
- The Lovesick Court, or The Ambitious Politic,
- The Court Beggar,
- The New Academy, or The New Exchange,
- The Queen and Concubine,
- The Jovial Crew, or the Merry Beggars.

Richard Brome (né vers 1590 et mort en 1652) était un dramaturge anglais de l'époque de Charles Ier, auteur comique du théâtre élisabéthain.

## Biographie
On ne connaît quasiment rien de la vie privée de Brome. De multiples allusions dans des œuvres de l'époque, comme dans Bartholomew Fair de Ben Jonson, indiquent que Brome débuta comme domestique de Jonson. Les universitaires qui ont analysé ces allusions pensent que Brome commença comme laquais, pour devenir plus tard une sorte de secrétaire et d'assistant du dramaturge plus âgé. Une brève mention des besoins de sa famille semble montrer qu'il avait une femme et des enfants, et qu'il se démenait pour leur subsistance.
Il avait peut-être quelque expérience d'acteur professionnel, car il figure sur un bordereau de 1628 le listant dans la troupe de lady Elizabeth. À cette date, il avait pourtant déjà commencé à écrire pour le théâtre. Une première collaboration, A Fault in Friendship (maintenant perdue) reçut une licence en 1623 pour la troupe du prince Charles; une pièce écrite par Brome seul, The Lovesick Maid (aussi perdue), fut un succès pour la troupe du lord Chamberlain. The Northern Lass (1632) fut un autre succès, qui fit la réputation de Brome. Cette pièce lui valut les éloges un peu paternalistes de Jonson, qui lui écrivit dans la préface quelques vers, éclairant leur ancienne relation, et commençant par :
Je t'ai eu autrefois comme domestique, Dick Brome ;
Et tu remplissais loyalement ton rôle de serviteur ;
Maintenant tu es entré dans un état plus proche
De la camaraderie, en exerçant mon propre art.
Et tu le pratiques bien, avec de bons succès,
Que tu as obtenus à juste titre de la scène,
En observant ces lois du comique
Que moi, ton maître, t'ai tout d'abord enseignées.
Grâce à la conservation des documents légaux, on connaît bien mieux ses activités professionnelles que sa vie privée. Une fois consacré dramaturge, Brome écrivit pour toutes les compagnies majeures et pour les théâtres de l'époque : pour le Blackfriars Theatre, pour le Red Bull Theatre, et, à partir de 1635, pour la compagnie des festivités du roi et la troupe de la reine Henriette au Salisbury Court Theatre. Le Sparagus Garden de Brome fut un immense succès au Salisbury Court en 1635, faisant plus de 1000 £ de recette. Grâce à ce résultat, Brome signa un contrat de trois ans avec Richard Heton, directeur du Salisbury Court, pour lui écrire trois pièces par an au salaire de 15 shillings par semaine, plus une soirée-bénéfice par pièce. Brome fut cependant incapable de produire des spectacles à ce rythme, et le salaire promis à Brome ne fut pas maintenu. Ayant besoin d'argent, Brome fit appel à Christopher Beeston, acteur, impresario, et propriétaire du Red Bull Theatre et du Cockpit Theatre, appelé alors aussi le Phoenix en raison de sa reconstruction après un incendie. En août 1635, Beeston avança 6 £ à Brome, qui devait en retour lui écrire une pièce. Heton tenta d'attirer de nouveau Brome avec un cachet de 10 £ pour une pièce nouvelle; mais ils ne tinrent pas leurs engagements, et Brome se tourna de nouveau vers Beeston. Heton fit appel à sir Henry Herbert, Maître des festivités, pour régler le litige; Herbert décréta que Brome fût payé six shillings par semaine et 5 £ pour chaque nouvelle pièce, ces paiements devant être maintenus même pendant la période de fermeture des théâtres.
Ce conflit était d'autant plus compliqué que les théâtres subirent leur plus longue fermeture forcée à cause d'une épidémie de peste ; ils furent fermés presque continuellement du 10 mai 1636 au 2 octobre 1637. La compagnie des festivités du roi, qui occupait le Salisbury Court Theatre, dut se dissoudre définitivement pendant cette longue fermeture. Beeston expulsa la troupe de la reine Henriette du Cockpit Theatre en 1636, forçant cette compagnie à se séparer pour un temps. Mais cette troupe put se reformer grâce à l'aide de sir Henry Herbert, qui possédait une part dans le Salisbury Court Theatre. Quand la peste s'atténua suffisamment pour permettre la reprise des spectacles en octobre 1637, la troupe de la reine, réorganisée, commença la saison nouvelle au Salisbury Court Theatre avec, semble-t-il, The English Moor de Brome.
Quand le contrat de 1635 de Brome avec Heton s'acheva en 1638, de nouveaux litiges apparurent entre Brome, Beeston, et Heton; et une plainte fut déposée contre Brome, mais la suite de cette affaire reste inconnue.
Lorsque les puritains fermèrent les théâtres en 1642, il semble que Brome se battit plus véhémentement. Il a peut-être écrit un divertissement, Juno in Arcadia, qui aurait été joué lors de l'arrivée en 1643 à Oxford de la reine Henriette-Marie de France. Il a écrit aussi des vers de louange pour le premier folio de Beaumont and Fletcher (1647). En 1649-1650, il édita un volume d'élégies intitulé Lachrymae Musarum, à l'occasion de la mort d'Henry, Lord Hastings. En 1652, dans une dédicace à Thomas Stanley pour une édition in-quarto de son The Jovial Crew, Brome se décrit comme « pauvre et fier ».

## Œuvres
Les pièces que Brome a écrites sont toutes des comédies. Elles sont très influencées par la comédie jonsonienne. De l'avis général et sans ambiguïté, il était l'un des enfants de Ben. Ses œuvres qui ont survécu sont :
- The City Wit, or The Woman wears the Breeches, vers 1629, repris en 1637, imprimé en 1653
- The Northern Lass, joué en 1629, imprimé en 1632
- The Queen's Exchange, vers 1629-1630?, imprimé en 1657
- The Novella, joué en 1632, imprimé en 1653
- The Weeding of Covent Garden, or The Middlesex Justice of Peace, joué en 1633?, imprimé en 1658
- The Sparagus Garden, joué en 1635, imprimé en 1640
- The Damoiselle, or The new Ordinary, vers 1638?, imprimé en 1653
- The English Moor, or The Mock Marriage, joué en 1637, imprimé en 1659
- The Antipodes, joué en 1638, imprimé en 1640
- A Mad Couple Well-Match'd, joué en 1639?, imprimé en 1653
- The Love-sick Court, or The Ambitious Politique, enregistré en 1640, imprimé en 1659
- The Court Beggar, ?1640, imprimé en 1653
- The New Academy, or The New Exchange, enregistré en 1640, imprimé en 1658
- The Queen and Concubine, vers 1635-1639?, imprimé en 1659
- The Jovial Crew, or the Merry Beggars (La Troupe joviale), joué en ?1641, imprimé en 1652.
- The English Moor n'a survécu que sous forme manuscrite.

Brome collabora avec Thomas Heywood dans The Late Lancashire Witches, qui fut joué par la troupe du roi et imprimé en 1634. Cette pièce est basée sur des événements contemporains des années 1633-1634.
Les pièces de Brome qui n'ont pas survécu comprennent : The Lovesick Maid (1629), Wit in a Madness (?1637), The Jewish Gentleman (enregistré en 1640), A Fault in Friendship (1623), peut-être avec Jonson et un autre collaborateur, deux autres collaborations avec Heywood, The Life and Death of Sir Martin Skink (vers 1634) et The Apprentice's Prize (vers 1633-1641), Christianetta, or Marriage and Hanging Go by Destiny (enregistré en 1640), peut-être en collaboration avec George Chapman
Alfred Harbage a soutenu, en se basant sur les intrigues et le style, que deux des pièces de Dryden, The Wild Gallant (1663) et The Mistaken Husband (1674), étaient des adaptations d'autres pièces perdues de Brome.
Dans sa carrière de dramaturge actif, qui dura moins de quinze ans, de 1629 à 1642, Brome a produit en moyenne environ deux pièces par an. En comparant avec les autres dramaturges du théâtre élisabéthain, cela semble être la productivité maximum d'un auteur de théâtre, qui travaille seul. Cela confirme l'impossibilité pour Brome de tenir son engagement de trois pièces par an.

## Éditions
Deux importantes collections des œuvres de Brome apparurent en 1653 et 1659, toutes les deux intitulées de façon confondante Five New Plays. L'édition de 1653, publiée par Humphrey Moseley, Richard Marriot, et Thomas Dring, contient A Mad Couple Well-Match'd, The Novella, The Court Beggar, The City Wit, et The Demoiselle. Elle comporte une lettre aux lecteurs, écrite par Alexandre Brome, qui n'avait, croit-on, aucun lien de parenté avec lui. Le volume de 1659, publié par Andrew Crooke et Henry Brome (sans parenté encore ici), contient The English Moor, The Lovesick Court, The Weeding of Covent Garden, The New Academy, et The Queen and Concubine.
L'édition de 1653 comporte également un portrait accompagné d'un poème d'Alexandre Brome imité du poème de Jonson accompagnant le portrait de Shakespeare du Premier Folio :
| Reader lo heere thou will two faces finde, One of the body, t’other of the Minde; This by the Graver go, that with much strife Wee thinke Brome dead, hee’s drawne so to the life That by’s owne pen’s so ingeinoisly That who read’s it must thinke hee ne’er shall dy | Lecteur, tu trouveras ici deux visages, Un du corps et un autre de l'esprit ; Le premier fait à si grand peine par le graveur Que nous pensons que Brome est mort, retiré de la vie, Le second fait par sa plume si ingénieuse Que celui qui le lit doit penser que jamais il ne mourra. |

A∙ B∙

## Influence
Lorsque les théâtres rouvrirent durant la Restauration, une poignée de pièces de Brome furent jouées et republiées : la plus appréciée fut The Jovial Crew (La Troupe joviale), qui fut jouée de nombreuses fois et imprimée en 1661, 1684 et 1708. Elle fut adaptée en opéra en 1731. D'autres pièces de Brome furent adaptées. Ainsi  The Debauchee d'Aphra Behn (imprimée en 1677) est une réécriture de la pièce de Brome, A Mad Couple Well-Match'd, les noms des personnages ayant même été conservés.